# De ellende van Job
De ellende van Job is een olmenhouten beeldhouwwerk van Ossip Zadkine (1890-1967). Hij vervaardigde het beeld, dat toebehoort aan de collectie van het Koninklijk Museum voor Schone Kunsten Antwerpen (inv. nr. 2338), in 1914.

## Context
De uit Rusland afkomstige beeldhouwer Ossip Zadkine verbleef sinds zijn zestiende in Londen en later in Parijs. Daar volgde hij kunstlessen aan de École des Beaux-Arts. Hij wentelde zich er in het avant-gardistische kunstmilieu en ontmoette jonge kunstenaars zoals Marc Chagall en Alexander Archipenko. Hij stond er mee aan de basis van de vernieuwende anti-klassieke beweging in de beeldhouwkunst. Omdat zijn oeuvre gelijkenissen vertoonde met het Belgische expressionisme, verwierf hij al snel bekendheid en erkenning in België.
Zijn werk doet vanwege de gesloten- en verfijndheid denken aan het werk van George Minne (waarvan het KMSKA ook een beeld heeft: De kleine reliekdrager). D. Cardyn-Oomen schreef hierover: “De in zichzelf gekeerde personages, elk geïsoleerd in eigen vertwijfeling en onbegrip, roepen de herinnering op aan de beelden van George Minne.” Het respect voor de materie herinnert dan weer aan de Afrikaanse en Romaanse beeldhouwkunst.

## Beschrijving
Het beeld uit 1914 is een uitbeelding van de frustraties en problemen waar jonge beeldhouwers als hijzelf in Parijs mee te maken kregen. Hij inspireerde zich ervoor op het Oud-Testamentische boek Job (Job 2:11-13). De passage waarin Jobs vrienden Elifaz, Bildad en Sofar naar hem toegingen om hem te steunen bij de vele rampen die hem troffen, is niet willekeurig gekozen. Oorspronkelijk noemde de kunstenaar zijn beeld Job en zijn vrienden. Later werd de groep hernoemd naar Job, na de verwerving door het KMSKA naar De ellende van Job.
In feite gaat het om een beeldengroep. Toch behandelt de beeldhouwer de figuren als afzonderlijke individuen; zeer summier, maar toch sprekend weergegeven. Opvallend is hun kracht en monumentaliteit, iets waarin het materiaal (olmenhout) en de techniek (taille directe) een belangrijke rol speelt. De grafische inkervingen, de vorm en nerven van het hout bepalen de houdingen en gebaren. Door deze eerbied voor de materie, slaagde de kunstenaar erin het werk een grote samenhang en eenheid mee te geven. Het heeft ook iets diep-menselijks, versterkt door de spaarzaamheid van de kunstenaar met details.
Zoals in ander werk, herinnert ook dit beeld aan de Afrikaanse beeldhouwkunst. De warme kleur van het hout en het spel van de nerven in diverse bruintinten versterken dat effect. Het tafereel doet innig en gevoelig aan, een effect gecreëerd door het “afgesloten blok van de gehurkte man met gebogen lijnen, [die] verzacht [wordt door] de strakke opwaartse lijn van de staande figuren door de zachte rondingen van hun neergebogen hoofden. Deze opstelling is niet origineel; de beelden werden pas na de Eerste Wereldoorlog op een laag grondvlak samengevoegd. Het was een onconventionele uitbeelding, die de kunstenaar had geleend van Auguste Rodin, een Franse beeldhouwer voor wie hij veel bewondering had.

## Materiële aspecten

### Afmetingen
- Inclusief sokkel: 122 × 83 × 139,5, 150 cm, 150 kg
- Sokkel: 12 × 139,5 × 83 cm

### Signaturen
- ZADKINE/1914
  - Plaats: basis, voorkant rechts
  - Type: gebeiteld
  - Lettertype: kapitaal
  - Auteur: Ossip Zadkine
  - Datum: 1914

## Provenance
De Russisch-Frans-Engelse beeldhouwer had tijdens het interbellum veel contact met de Belgische kunstwereld en in 1919 kon hij zijn eerste individuele tentoonstelling in de Brusselse kunstgalerij Le Centaure organiseren. Hij werd in de jaren 1920-1930 meermaals uitgenodigd door Kunst van Heden, een Antwerpse kunstkring die nauw verbonden was aan het Koninklijk Museum voor Schone Kunsten Antwerpen. Op een tentoonstelling van die kring in 1933 hing onder meer dit werk. Dat jaar richtte het Paleis voor Schone Kunsten Brussel ook een grote Zadkine-retrospectieve tentoonstelling in. De kunstenaar schonk de beeldengroep aan het KMSKA in 1936, kort voor zijn reis naar New York in 1937. Daar vestigde hij zich in 1941.

## Referentielijst
1. 1 2 3 4 5 6  Dorine Cardyn-Oomen, in Het Museumboek. Hoogtepunten uit de verzameling, 2003, p. 198.
2. 1 2  Nanny Schrijvers, in Moderne Meesters in het Koninklijk Museum, 1992, nr. 42.
3. ↑  Sanne Van de Werf in publieksboekje Grand Tour, lerarennocturne KMSKA, 2010.
4. ↑  De ellende van Job - KMSKA. www.kmska.be. Geraadpleegd op 30 augustus 2018.